# Старовеличковскаја
Старовеличковскаја (рус. Старовеличковская) насељено је место руралног типа (станица) на југозападу европског дела Руске Федерације. Налази се у централном делу Краснодарске покрајине и административно припада њеном Калињинском рејону.
Према подацима националне статистичке службе РФ за 2010, станица је имала 13.459 становника.

## Географија
Станица Старовеличковскаја се налази у централном делу Краснодарске покрајине на неких 51 километр северозападно од покрајинског центра Краснодара, односно на свега 2 км југоисточно од рејонског центра, станице Калињинскаје. Село лежи у западном делу Кубањско-приазовске степе, на десној обали реке Понуре, на надморској висини од око 11 метара.
На западној периферији села налази се железничка станица Величковска на прузи Кримск−Тимашјовск−Славјанск на Кубану.

## Историја
Савремено насеље под именом Величковско основали су 1794. потомци Запорошких Козака досељених на подручје Кубања два века раније. Статус козачке станице носи од 1842. године. Садашње име ноци од 1823. и од оснивања станице Нововеличковскаја која се налази неких двадесетак километара јужније.

## Демографија
Према подацима са пописа становништва 2010. у селу је живело 13.459 становника.
| 1959. | 1979.  | 2002.  | 2010.  |
| ----- | ------ | ------ | ------ |
| 7.885 | 10.133 | 12.944 | 13.459 |